# Natura 2000-område nr. 10 Holtemmen, Højsande og Nordmarken
Natura 2000-område nr. 10 Holtemmen, Højsande og Nordmarken er en naturplan under det fælleseuropæiske Natura 2000-projekt. Planområdet Højsande, Holtemmen og Nordmarken, er beliggende på nordkysten af Læsø, og har et samlet areal på 713 ha, og er udpeget til EU-habitatområde. I havet nord for kysten ligger Natura 2000-område nr. 20 Havet omkring Nordre Rønner. Der er to naturfredninger i området, ca. 15 ha ved Horneks Odde blev fredet i 1938, og i 1961 blev området udvidet med Højsande og Holtemmen, i alt 515 ha . Ved Nordmarken er en ca. 150 m bred og knap 4 km lang bræmme langs kysten fra Læsø Klitplantage i vest og næsten til til Østerby Havn i øst, på 51 ha fredet i 1963.
.
Naturplanområdet består hovedsageligt af store lysåbne klitområder, og
skovbevoksede klitter; Klitterne når op i 24 meters højde, og store tilgroede klitarealer er de seneste år blevet ryddet. Her er også et stort, fugtigt kærområde med strandvoldssystemer og strandsøer samt en stor, tidligere lobeliesø. Højsande ligger i Læsø Klitplantage på den nordlige halvdel af Læsø, og består af til dels tilgroede indlandsklitter fra sandflugten i det 17. og 18 århundrede.
I området findes de truede naturtyper våd hede, surt overdrev,
tidvis våd eng og rigkær.
Holtemmen består af en blanding af af våde kær, våde heder, tørvelavninger og strandsøer. Her findes mere end halvdelen af landsdelens areal med tørvelavninger, med en stor forekomst af liden soldug, hvid og brun næbfrø samt liden ulvefod. Der er flere sjældne planter, bl.a. af orkideen hjertelæbe, stilk-månerude samt det eneste voksested for strand-vortemælk i Danmark. I Øster Foldgård Sø findes de sjældne planter strandbo og fin bunke. I Nordmarken findes den næststørste bestand af sommerfuglen ensianblåfugl i Europa.
Natura 2000-planen er vedtaget i 2011, hvorefter kommunalbestyrelserne
og Naturstyrelsen skal udarbejde bindende handleplaner, som skal sikre
gennemførelsen af planen.
Natura 2000-planen er koordineret med vandplan 1.1 Nordlige Kattegat, Skagerrak.
Natura 2000-området ligger i Læsø Kommune